# Sindre Pettersen
Sindre Pettersen (ur. 3 listopada 1996 w Tønsbergu) – norweski kombinator norweski i biathlonista, brązowy medalista mistrzostw świata juniorów w kombinacji norweskiej oraz trzykrotny medalista mistrzostw świata juniorów w biathlonie.

## Kariera
Początkowo uprawiał kombinację norweską. Na międzynarodowej arenie zadebiutował 23 stycznia 2013 roku podczas mistrzostw świata juniorów w Libercu, gdzie indywidualnie był siedemnasty w Gundersenie na 10 km. Na rozgrywanych rok później mistrzostwach świata juniorów w Val di Fiemme indywidualnie był szósty w Gundersenie na 10 km oraz jedenasty na dwukrotnie krótszym dystansie. Na tej samej imprezie, wspólnie z kolegami z reprezentacji wywalczył brązowy medal w zawodach drużynowych.
W biathlonie po raz pierwszy na arenie międzynarodowej pojawił się w 2016 roku, kiedy wystąpił na mistrzostwach świata juniorów w Cheile Grădiştei. Zajął tam między innymi 4. miejsce w sztafecie.
W Pucharze Świata zadebiutował 6 grudnia 2018 roku w Pokljuce, zajmując 44. miejsce w biegu indywidualnym. Pierwsze pucharowe punkty zdobył 7 grudnia 2018 roku w Pokljuce, gdzie w sprincie zajął 6. miejsce.
Po sezonie 2022/2023 postanowił zakończyć sportową karierę.

## Osiągnięcia – kombinacja norweska

### Mistrzostwa świata juniorów
| Miejsce | Dzień       | Rok  | Miejscowość   | Konkurencja           | Wynik zwycięzcy | Strata  | Zwycięzca     |
| ------- | ----------- | ---- | ------------- | --------------------- | --------------- | ------- | ------------- |
| 17.     | 23 stycznia | 2013 | Liberec       | Gundersen HS100/10 km | 24:51,0         | +1:43,3 | Manuel Faißt  |
| 27.     | 25 stycznia | 2013 | Liberec       | Gundersen HS100/5 km  | 11:49,4         | +1:35,7 | Manuel Faißt  |
| 6.      | 26 stycznia | 2013 | Liberec       | Sztafeta HS100/4x5 km | 47:46,9         | +1:59,4 | Niemcy        |
| 6.      | 30 stycznia | 2014 | Val di Fiemme | Gundersen HS106/10 km | 29:47,1         | +47,0   | Philipp Orter |
| 11.     | 1 lutego    | 2014 | Val di Fiemme | Gundersen HS106/5 km  | 13:44,2         | +1:09,4 | Philipp Orter |
| 3.      | 2 lutego    | 2014 | Val di Fiemme | Sztafeta HS106/4x5 km | 53:57,6         | +1:12,7 | Austria       |

### Puchar Kontynentalny

#### Miejsca w klasyfikacji generalnej
- sezon 2013/2014: 46.

#### Miejsca w poszczególnych konkursach Pucharu Kontynentalnego
| Sezon 2013/2014 |           |           |            |            |             |             |          |          |          |       |      |      |      |        |        |        |        |        |        |        |        |        |
| Park City | Park City | Park City | Hoeydalsmo | Hoeydalsmo | Klingenthal | Klingenthal | Eisenerz | Eisenerz | Eisenerz | Falun | Ruka | Ruka | Ruka | punkty | punkty | punkty | punkty | punkty | punkty | punkty | punkty | punkty |
| – | –         | –         | 14         | 7          | –           | –           | –        | –        | –        | –     | –    | –    | –    | 54     | 54     | 54     | 54     | 54     | 54     | 54     | 54     | 54     |
| Legenda |           |           |            |            |             |             |          |          |          |       |      |      |      |        |        |        |        |        |        |        |        |        |
| 1 2 3 4-10 11-30 poniżej 30 - – zawodnik nie wystartował q – zawodnik nie zakwalifikował się DNF – zawodnik nie ukończył biegu DNS – zawodnik nie wystartował do biegu |           |           |            |            |             |             |          |          |          |       |      |      |      |        |        |        |        |        |        |        |        |        |

## Osiągnięcia – biathlon

### Mistrzostwa świata juniorów
| Rok  | Miejscowość      | Konkurencje | Konkurencje | Konkurencje | Konkurencje | Konkurencje | Konkurencje | Konkurencje |
| Rok  | Miejscowość      | IN          | SP          | PU          | MS          | RL          | MR          | SR          |
| ---- | ---------------- | ----------- | ----------- | ----------- | ----------- | ----------- | ----------- | ----------- |
| 2016 | Cheile Grădiştei | 39.         | 6.          | 11.         | nd.         | 4.          | nd.         | –           |
| 2017 | Osrblie          | 1.          | 8.          | 2.          | nd.         | 2.          | nd.         | –           |

### Puchar Świata

#### Miejsca w klasyfikacji generalnej
| Sezon     | Miejsce |
| --------- | ------- |
| 2018/2019 | 52.     |